# NGC 6607
NGC 6607 је спирална галаксија у сазвежђу Змај која се налази на NGC листи објеката дубоког неба.
Деклинација објекта је + 61° 20' 0" а ректасцензија 18h 12m 14,9s. Привидна величина (магнитуда) објекта NGC 6607 износи 15,3 а фотографска магнитуда 16,1. NGC 6607 је још познат и под ознакама MCG 10-26-23, CGCG 301-20, PGC 61550.